# كازوهيسا إيشي
كازوهيسا إيشي (باليابانية: 石井一久؛ بالكانا: いしい かずひさ) هو لاعب كرة قاعدة ياباني، ولد في 9 سبتمبر 1973 في تشيبا في اليابان.

## وصلات خارجية
- كازوهيسا إيشي على موقع دوري كرة القاعدة الرئيسي (الإنجليزية)
- كازوهيسا إيشي على موقع الدوري الياباني لكرة القاعدة (الإنجليزية)
- كازوهيسا إيشي على موقعبيزبول رفرنس.كوم (الدوري الرئيسي) (الإنجليزية)
- كازوهيسا إيشي على موقعبيزبول رفرنس.كوم (الدوري الثانوي) (الإنجليزية)
- كازوهيسا إيشي على موقع إي إس بي إن.كوم (أم.أل.بي) (الإنجليزية)
- كازوهيسا إيشي على موقع مشجعي الرسوم البيانية (الإنجليزية)